# كأس الأبطال الفرنسي 1995
كأس الأبطال الفرنسي 1995 (بالفرنسية: 1995 Trophée des Champions)‏ مباراة جمعت بين نانت و‌باريس سان جيرمان في 3 يناير 1996 على ملعب فرانسيس لو بلي في مدينة بريست، وفاز بها باريس سان جيرمان بركلات الترجيح 6–5 بعد التعادل 2–2 في الأشواط الإضافية.

## وصلات خارجية
- باللغة الفرنسية